# Bor Pavlovčič
Bor Pavlovčič (27 giugno 1998) è un saltatore con gli sci sloveno.

## Biografia
Attivo in gare FIS dal dicembre del 2011, Pavlovčič ha esordito in Coppa del Mondo il 30 gennaio 2016 a Sapporo (26º) e ai Mondiali di volo a Planica 2020, dove si è classificato 20º nella gara individuale e 4º nella gara a squadre; il 6 febbraio 2021 ha conquistato a Klingenthal il primo primo podio in Coppa del Mondo (3º) e ai successivi Mondiali di Oberstdorf 2021, sua prima presenza iridata, si è classificato 8º nel trampolino normale, 4º nella gara a squadre mista ed è stato squalificato in quella dal trampolino lungo.

## Palmarès

### Mondiali juniores
- 2 medaglie:
  - 2 ori (gara a squadre mista a Râșnov 2016; gara a squadre a Park City 2017)

### Coppa del Mondo
- Miglior piazzamento in classifica generale: 13º nel 2021
- 3 podi (individuali):
  - 1 secondo posto
  - 2 terzi posti